# EPAC-80
Der EPAC-80 ist ein Einplatinencomputer aus den 80er Jahren von der Größe einer Europlatine und wurde von der Firma Conitec produziert. Beworben wurde er als "Allzweck-Einplatinencomputer für 1000 Anwendungen".

## Technische Daten
- CPU: Zilog Z80
- Speicher: Über Sockel mit EPROM bestückbar mit 2 bis 16 KB
- RAM: Über Sockel bestückbar mit 2 bis 8 KB
- Ein- und Ausgänge: Insgesamt 45 Leitungen, davon Z80-PIO mit jeweils zwei 8-Bit-Ports, 16 Steuerausgänge und 8 Signaleingänge
- Weitere Anschlüsse: CPU-Signale an ECB-Bus, 64 I/O-Leitungen an Pfosten- oder VG-Leiste
- Betriebsspannung: 5 V bei ca. 250 mA